# Pleurispa
Pleurispa es un género de escarabajos  de la familia Chrysomelidae. En 1902 Weise describió el género. Contiene las siguientes especies:
- Pleurispa humilis Gestro, 1909
- Pleurispa misella Weise, 1902
- Pleurispa subinermis (Fairmaire, 1902)
- Pleurispa weisei Gestro, 1906